# Elizabeth Bugie
Elizabeth Bugie Gregory (5 d'octubre de 1920 - 10 d'abril de 2001) fou una bioquímica estatunidenca que va participar en la recerca que va dur a la descoberta de l'estreptomicina, un antibiòtic actiu contra Mycobacterium tuberculosis, agent causal de la tuberculosi. Selman Waksman va guanyar el Premi Nobel de Medicina el 1952 i va obtenir el crèdit d'aquest descobriment.

## Educació
El pare de Bugie, Charles Bugie, només va arribar a fer estudis secundaris, però va estar fortament compromès amb l'educació de la seva filla. La seva mare era Madeline Turbett. Bugie va estudiar microbiologia a New Jersey College for Women. Va ser estudiant de màster a la Universitat Rutgers, on va treballar amb Selman Waksman. Va desenvolupar diverses substàncies antimicrobianes. La tesi del seu màster, Producció de substàncies antibiòtiques per a Aspergillus flavus i Chaetomium cochliodes, tractava sobre l'optimització de la producció de flavicina i chaetomin.

## Carrera
Bugie va treballar en antimicrobians que poguessin protegir les plantes de la malaltia dels oms holandesos. El 1944 Bugie va participar en el treball de recerca que va dur a la descoberta de l'estreptomicina. Aquest antibiòtic, actiu contra Mycobacterium tuberculosis, va ser descobert per Albert Schatz, estudiant de doctorat de Selman Waksman, que el va trobar en cultius de l'actinobacteri Streptomyces griseus. Per assegurar-se dels resultats dels experiments de Schatz, Waksman va insistir perquè Bugie els repetís i confirmés les propietats del nou antibiòtic i les característiques de cultiu de la soca que producia l'antibiòtic. Alguns autors han afirmat que Bugie, que també signava el primer article que descrivia el nou antibiòtic, n'era codescobridora, però que, quan Waksman i Schatz van demanar-ne la patent, van dir-li que no era important que el seu nom estigués en la patent ja que «algun dia es casaria i tindria una família». Tanmateix, Bugie va signar un afidàvit en què afirmava que ella no havia participat en la descoberta i que el mateix Waksman va dir-li que ell i Schatz havien «descobert, aïllat i identificat una substància antibiòtica d'utilitat».
Selman Waksman, que va rebre el Premi Nobel de Fisiologia o Medicina el 1952, es va endur tot el reconeixement pel descobriment. Va arribar a afirmar que Bugie havia participat més que Schatz en el descobriment. Bugie finalment va rebre el 0,2% dels drets de la patent de l'estreptomicina.
Posteriorment, Bugie va investigar la micromonosporina, una glicoproteïna pigmentada activa contra els bacteris grampositius. Bugie va treballar per a Merck & Co., avaluant l'àcid pirazinoic i la penicil·lina com a antibiòtics contra Mycobacterium tuberculosis. Després de criar els seus fills, va tornar a la universitat per estudiar biblioteconomia.
La filla de Bugie, Eileen Gregory, és microbiòloga al Rollins College.
Elizabeth Bugie va morir el 10 d'abril de 2001.